# 日本とバヌアツの関係
日本とバヌアツの関係（にほんとバヌアツのかんけい、英語: Japan–Vanuatu relations、フランス語: Relations entre le Japon et le Vanuatu） では、日本とバヌアツの関係について概説する。

## 両国の比較
|               | バヌアツ                      | 日本                           | 両国の差                   |
| ------------- | ----------------------------- | ------------------------------ | -------------------------- |
| 人口          | 29万9882人（2019年）          | 1億2626万人（2019年）          | 日本はバヌアツの約421倍    |
| 国土面積      | 1万2190 km²                   | 37万7972 km²                   | 日本はバヌアツの約31倍     |
| 人口密度      | 24 人/km²（2018年）           | 347 人/km²（2018年）           | 日本はバヌアツの約14.5倍   |
| 首都          | ポートビラ                    | 東京都                         |                            |
| 最大都市      | ポートビラ                    | 東京都区部                     |                            |
| 政体          | 大統領制 共和制               | （民主制）議院内閣制           |                            |
| 公用語        | ビスラマ語 英語 フランス語    | 日本語（事実上）               |                            |
| 通貨          | バツ                          | 日本円                         |                            |
| 国教          | なし                          | なし                           |                            |
| 人間開発指数  | 0.603                         | 0.919                          |                            |
| 民主主義指数  | ‐                             | 7.99                           |                            |
| GDP（名目）   | 9億3423万9974米ドル（2019年） | 5兆819億6954万米ドル（2019年） | 日本はバヌアツの約5439.7倍 |
| 一人当たりGDP | 3115.4米ドル（2019年）        | 40246.9米ドル（2019年）        | 日本はバヌアツの約12.9倍   |
| 経済成長率    | 3.3%（2019年）                | 0.7%（2019年）                 |                            |
| 軍事費        | -（2019年）                   | 476億902万米ドル（2019年）     |                            |
| 地図          |                               |                                |                            |

## 歴史

### 太平洋戦争
太平洋戦争では南太平洋の多くの地域が戦火に巻き込まれたが、バヌアツは大日本帝国領や占領地から比較的距離があったため逃れている。しかし、太平洋戦争有数の激戦に数えられるガダルカナル島の戦いが繰り広げられたガダルカナル島から近距離に位置しており、そのため現在のバヌアツ領であるエスピリトゥサント島はエスピリトゥサント海軍前線基地が建てられるなど、最重要の後方支援拠点として日本にとってもアメリカにとっても戦略上の要地であった。

### 外交史
フランスとイギリスの共同統治下にあったバヌアツは、1980年にイギリス連邦の一員として独立。日本はすぐに独立を承認して同年7月の独立式典には秋田大助を特派大使として派遣した。1981年1月には日・バヌアツ間に正式に外交関係が樹立した。1993年、東京にバヌアツ名誉領事館が開館するも、2003年には閉館した。日本側は長らく在フィジー日本国大使館がバヌアツを兼轄していたが、2018年にはポートビラに在バヌアツ兼勤駐在官事務所が開設し、2020年1月に在バヌアツ大使館が開設して兼轄が解消された。

## 外交
独立以来、開発援助などを通じて友好的な関係が築かれている。

### バヌアツ要人の訪日
独立以後、初代バヌアツ首相のウォルター・リニは1984年・1990年・1991年に三度訪日を実施し、日本との友好関係を築いた。その後、1995年にはマキシム・カルロ・コーマンが、1997年には第一回太平洋・島サミットのためサージ・ボオールが、2000年には第二回太平洋・島サミットのためバラク・ソペが、2003年5月の第三回太平洋・島サミットのためエドワード・ナタペイが、2005年6月と2006年5月には第四回太平洋・島サミットのためハム・リニが訪日を実施した。
2009年5月と2010年10月には第五回太平洋・島サミットおよび中間会合のため再びエドワード・ナタペイが訪日し、総理大臣の麻生太郎や菅直人と首脳会談を実施して軍事政権が続くフィジーの民主化や気候変動についてが話し合われた。2012年5月にはサトー・キルマンが第六回サミットのため訪日、野田佳彦との首脳会談や外務大臣玄葉光一郎との会談が行われ、バヌアツに対する円借款事業の署名が行われた。2015年5月、第7回サミットのためジョー・ナトウマンが訪日し、安倍晋三との首脳会談が行われたほか、外務副大臣の城内実が表敬した。2018年5月、第8回サミット出席のためシャーロット・サルウェイが訪日し、安倍晋三と首脳会談を実施。そこでは北朝鮮核問題や北朝鮮拉致問題、「自由で開かれたインド太平洋」構想についての意見交換が実施された。

### 日本要人のバヌアツ訪問
1987年、外務大臣だった倉成正がバヌアツを訪問し、これが現在までで唯一の大臣級のバヌアツ訪問となっている。近年では、太平洋諸島フォーラム出席のため2010年8月に外務大臣政務官の西村智奈美が開催地ポートビラを訪問。2011年10月には参議院副議長の尾辻秀久率いる参議院議員の一団がバヌアツを訪問した。2015年3月には、外務大臣政務官の薗浦健太郎が大型サイクロン・パムで被災したバヌアツ各地を視察し、医療面での支援を約束した。2019年12月には中山展宏外務大臣政務官がバヌアツを訪問した。

## 経済交流
無償資金協力や技術協力を合わせて、2017年までの累計で日本はバヌアツに対し300億円の援助を実施。オーストラリアやニュージーランドに次ぐ経済援助国である。主要な援助としては、バヌアツ最大の港湾の整備事業である「ポートビラ港ラペタシ国際多目的埠頭整備事業（49.45億円）」や「ポートビラ港埠頭改善計画（17.07億円）」、バヌアツ唯一の高度専門医療が受けられるビラ中央病院の「ビラ中央病院改善計画（13.99億円）」、サイクロン・パムの被害を受けたテオウマ橋を復旧する「テオウマ橋災害復興計画（17.15億円）」、エファテ島の地震復興プロジェクトの一環である「エファテ島環状道路橋梁震災復旧計画（1.88億円）」などが挙げられる。また、2015年3月に発生したサイクロン・パムでバヌアツは甚大な被害に見舞われた。それを受け日本は安倍晋三及び岸田文雄がお見舞いのメッセージを発出するとともに、2000万円相当の緊急援助を実施した。
貿易関係としては、2019年への対バヌアツ貿易は輸出額12.7億円、輸入額は60.8億円となっており、日本の赤字である。その理由としては、日本の食文化に欠かせないマグロやカツオを供給しているからである。

## 文化交流
日本では、両国の文化的・経済的な交流を深めるために「特定非営利活動法人 日本バヌアツ親善協会」が設立されており、両国の交流の窓口となっている。バヌアツでは、2020年に開館した在バヌアツ日本国大使館が、日本政府奨学金留学生の募集・選考を実施し、教育・学術面での交流促進を図っている。

## 外交使節

### 駐日バヌアツ大使
なし